# Зедорф (Лауенбург)
Зедорф (нім. Seedorf) — громада в Німеччині, розташована в землі Шлезвіг-Гольштейн. Входить до складу району Герцогство Лауенбург. Складова частина об'єднання громад Лауенбургіше-Зен.
Площа — 27,89 км2. Населення становить 514 ос. (станом на 31 грудня 2020).

## Галерея

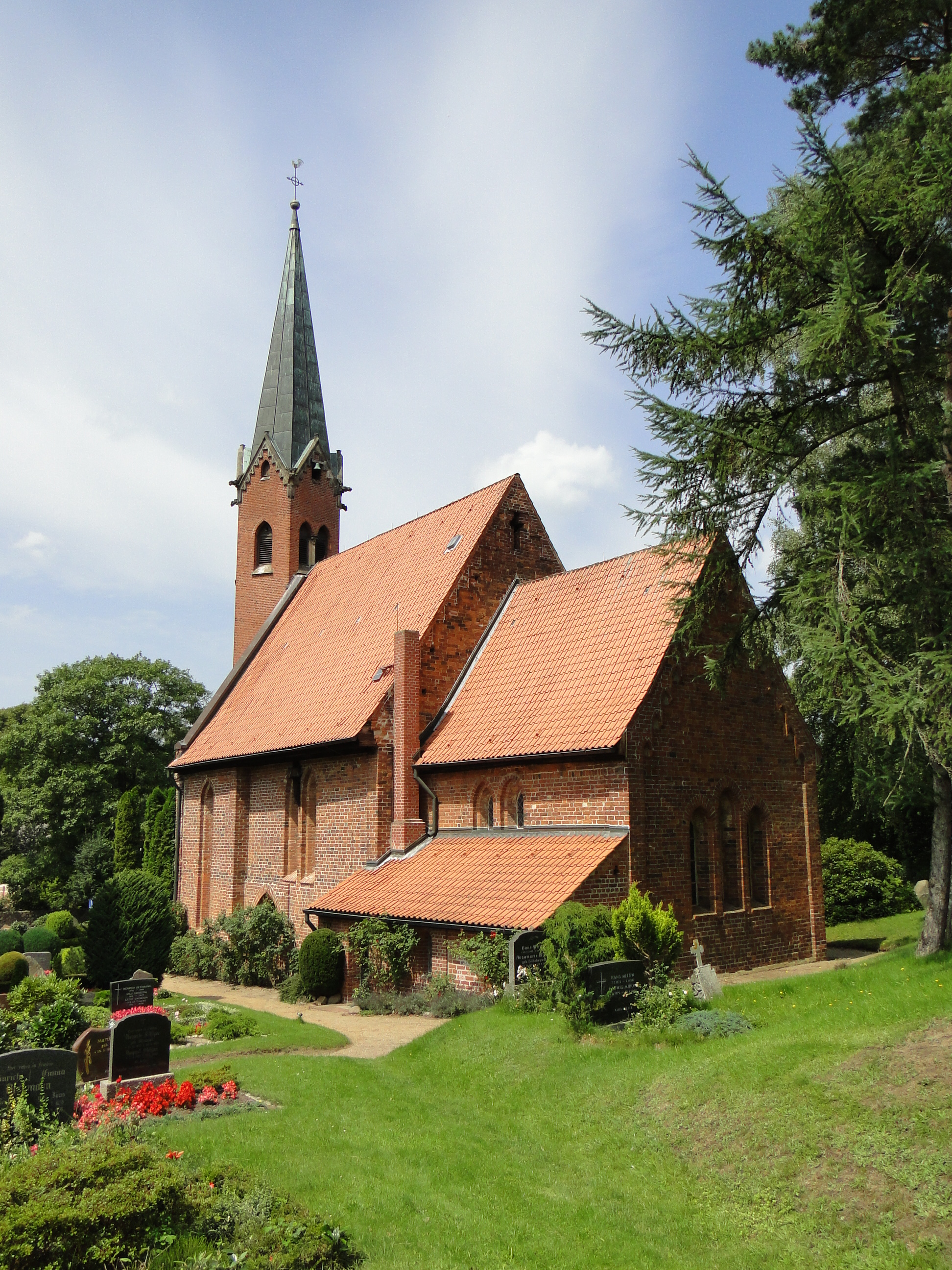